# Jack St. Clair Kilby
Jack St. Clair Kilby, ameriški elektrotehnik in izumitelj, nobelovec, * 8. november 1923, Jefferson City, Misuri, ZDA, † 20. junij 2005, Dallas, Teksas, ZDA.
Jack Kilby je znan predvsem kot (so)izumitelj integriranega vezja leta 1958 v podjetju Texas Instruments. Bolj ali manj sočasno in neodvisno od njega je integrirano vezje izumil tudi Robert Noyce v podjetju Fairchild Semiconductor.
Kilby je leta 1947 diplomiral iz elektrotehnike na Univerzi Illinoisa v Urbani in Champaignu, tri leta pozneje pa je z istega področja še magistriral na Univerzi Wisconsina v Milwaukeeju. Leta 1958 se je pridružil podjetju Texas Instruments v Dallasu, kjer je s presledki deloval vse do leta 1980. V tem času je vodil več delovnih skupin, med njimi tiste, ki so izdelale prvi ročni elektronski računalnik in termični tiskalnik. Med letoma 1978 in 1984 je Jack Kilby deloval tudi kot zaslužni profesor za elektrotehniko na Univerzi Texas A&M.
Jack Kilby je nosilec več kot 60 patentov in dobitnik več nagrad, med njimi Nobelove nagrade za fiziko, ki jo je prejel leta 2000 skupaj z Alfjorovom in Kroemerjem.